# Ђуро Јелачић
Ђуро Јелачић (25. мај 1805–20. јул 1901) је био хрватски подмаршал, млађи брат бана Јосипа Јелачића.

## Биографија
Ђуро је био син Фрање Јелачића и Ане Портнер, унуке Мартина Кнежевића. Школовао се у бечком Терезанијуму и као кадет је 1824. године ступио у 13. граничарски пешадијски пук, а потом у 4. драгунски коњанички пук. Потпоручник је постао 1830. године, натпоручник 1832, сатник друге класе 1834, а сатник 1. класе 1839. године. Под заповедништво надвојводе Фридриха учествује у експедицији у Сирији 1839-40. године на месту заповедника првог банског граничарског пешадијског пука. Учествује 1848-49. године у опсадама Пескјера и у бици код Новаре, као и у опсади Венеције 1849. године. Учествује у окупацији подунавских кнежевина у Кримском рату. Именован је подмаршалом и заповедником дивизије у Кракову, а потом у Бечу. Учествује 1859. године у биткама код Палетра и Мађенте. Након рата је заповедник дивизија у Падови и Венецији, а 1860. године постаје пуковник 69. линијског пешадијског пука. Именован је 1861. године подкапетаном Краљевине Хрватске, Славоније и Далмације. Због критике германизације Хрватске је пензионисан. Са Штросмајером преговара око преноса банових посмртних остатака из капеле Светог Јосипа. На свом поседу је створио, између осталог, прву хрватску сушионицу воћа и поврћа. Године 1873. именован је председником Хрватско-славонског господарског друштва. Председавао је њиме до краја живота. Истакао се у унапређењу узгоја винове лозе у Хрватској. Од 1879. године је члан Љубљанског господарског друштва.